# Nogometna natjecanja u Ljubljanskoj pokrajini 1943./44.
U sezoni 1943./44. Ljubljanska pokrajina bila je pod okupacijom Trećeg Reicha. Nogometna natjecanja nisu bila integrirana u njemački nogometni sustav.

## Novosti
Kapitulacija Italije 8. rujna 1943. donijela je i mnoge promjene u Ljubljanskoj pokrajini. Većina talijanskih okupacijskih snaga bila je prisiljena povući se sa slovenskog teritorija, a Narodnooslobodilački pokret uspio je razoružati nekoliko jedinica talijanske vojske, čime je osigurao velike količine oružja. Njemačke jedinice također su se našle u teškom položaju jer se partizanska vojska pojavila odmah ispred Ljubljane, Gorice, Trsta i Rijeke s nekoliko uspješnih ofenziva, čime je ugrozila važne prometne veze okupatora.

Talijanskog okupatora tada je u Ljubljanskoj pokrajini zamijenio njemački okupator, a njezin teritorij, s pokrajinama Trst, Udine, Gorica, Istra i Rijeka, koje su formalno bile dio predratne Kraljevine Italije, uključen je u Operativnu zonu Jadransko primorje sa sjedištem u Trstu.

Cijelom operativnom zonom upravljao je gaulajter Koruške, Friedrich Reiner. On je potom dekretom od 20. rujna 1943. uspostavio položaj šefa pokrajinske uprave za Ljubljansku pokrajinu i za njezina predsjednika imenovao gradonačelnika Ljubljane, Leona Rupnika.

## Nogometne aktivnosti
- U prvih šest mjeseci nije bilo nogometnih aktivnosti.[2] Igrači su se vratili na teren tek 1944. godine, kada je organizirano nekoliko velikih turnira.[3]
- Dana 26. veljače 1944. ŽSK Hermes proslavio je 25. obljetnicu postojanja. Na stadionu Šiška odigrane su dvije prijateljske utakmice: Hermes – Žabjak 1:0 i SK Ljubljana – Moste 1:0.[4]
- Dana 9. travnja 1944., na uskrsnu nedjelju, SK Mladika proslavila je svoju 20. godišnjicu i bila domaćin turnira na kojem su također nastupali SK Hermes, SK Moste i SK Žabjak (potonji je zamijenio SK Ljubljana, koja nije mogla sudjelovati). Pobijedila je Mladika koja je u polufinalu svladala Žabjak 8:0, a u finalu Moste 2:1.[5]
- Dana 28. i 29. svibnja 1944. ŽSK Hermes organizirao je jubilarni turnir povodom 25. obljetnice svog postojanja, koja je bila najavljena u ožujku. Prvog dana Hermes je dobio Mladiku 6:0, a SK Ljubljana Mars 3:0; drugog dana Mladika je dobila Mars 5:3, a Hermes SK Ljubljanu 2:2. Glavni trofej dodijeljen je Hermesu zahvaljujući boljoj gol-razlici, a SK Ljubljana je završila druga, dok su SK Mladika i SK Mars zauzeli treće i četvrto mjesto. 682
- Početkom lipnja 1944. SK Ljubljana organizirao je turnir. Dana 8. lipnja ŽSK Hermes pobijedio je SK Iztok, dok je SK Ljubljana pobijedio SK Žabjak. Dana 11. lipnja Iztok je dobio Žabjak 10:0, a SK Ljubljana Hermes 4:0. SK Ljubljana je tako osigurala prvo mjesto u svom turniru pritom osvojivši sva četiri moguća boda. Iztok je završio drugi s dva boda, Hermes treći s istim brojem bodova, ali lošijom gol-razlikom, a Žabjak posljednji s nula bodova i gol-razlikom 1:15.[6]

## Vanjske poveznice
- Tin Mudražija, Zgodovina nogometa v Kraljevini SHS/Jugoslaviji in v času okupacije, 2016.
- Nogomet v Ljubljani do leta 1945